# 336年
| 千纪： | 1千纪                                                                                           |
| 世纪： | 3世纪 \| 4世纪 \| 5世纪                                                                         |
| 年代： | 300年代 \| 310年代 \| 320年代 \| 330年代 \| 340年代 \| 350年代 \| 360年代                       |
| 年份： | 331年 \| 332年 \| 333年 \| 334年 \| 335年 \| 336年 \| 337年 \| 338年 \| 339年 \| 340年 \| 341年 |
| 纪年： | 丙申年（猴年）；成汉玉恒二年；东晋咸康二年；前凉建兴二十四年；后赵建武二年                      |

## 大事记
- 十月，广州刺史邓岳遣都护王随克夜郎、兴古。

- 其他
  - 1月18日——聖瑪谷被选为罗马主教。

## 逝世
- 10月7日——聖瑪谷，羅馬主教（出生年月不明）
- 干寶